# Ooctonus iona
Ooctonus iona är en stekelart som beskrevs av Girault 1930. Ooctonus iona ingår i släktet Ooctonus och familjen dvärgsteklar. Inga underarter finns listade i Catalogue of Life.